# Jezioro Ziemnickie
Jezioro Ziemnickie – jezioro w gminie Osieczna w województwie wielkopolskim (powiat leszczyński), na terenie Pojezierza Krzywińskiego, w północnej części wsi Ziemnice.
Powierzchnia jeziora wynosi 24,3 hektara, a maksymalna głębokość 6 metrów (w płaskim głęboczku o powierzchni około dwóch hektarów). Dno od strony południowo-zachodniej opada łagodnie ku temu głęboczkowi, położonemu we wschodniej części akwenu.
Zbiornik jest w użytkowaniu Polskiego Związku Wędkarskiego i należy do typu leszczowo-sandaczowego. Cyklicznie i intensywnie zarybiany bywa kroczkiem karpia. Występują tu także leszcz, lin, płoć, wzdręga, krąp oraz nielicznie drapieżniki: szczupak, sandacz i węgorz.
Roślinność wynurzona jest uboga. Tworzy wąski pas o szerokości około 15 metrów. Występują w nim trzcina pospolita oraz oczeret jeziorny. W części północno-wschodniej jest on zwarty i gęsty. Brzeg południowy jest całkowicie pozbawiony roślinności wynurzonej. Mieści się tutaj wodopój dla zwierząt gospodarskich.